# Glyphipterix gemmatella
Glyphipterix gemmatella là một loài bướm đêm thuộc họ Glyphipterigidae. Nó được tìm thấy ở Cộng hòa Congo và Sierra Leone.